# Obergoms
Obergoms é uma comuna da Suíça, situada no distrito de Conches, no cantão de Valais. Tem 155,60 km² de área e sua população em 2018 foi estimada em 664 habitantes.
Foi criada em 1 de janeiro de 2009, a partir da fusão das antigas comunas de Ulrichen, Obergesteln e Oberwald.